# Les Marches
Les Marches är en kommun i departementet Savoie i regionen Auvergne-Rhône-Alpes i sydöstra Frankrike. Kommunen ligger i kantonen Montmélian som tillhör arrondissementet Chambéry. År 2018 hade Les Marches 2 682 invånare.

## Befolkningsutveckling
Antalet invånare i kommunen Les Marches
| Referens: INSEE |